# Roxanne Atkins
Roxanne Atkins (Edna Roxanne „Roxy“ Atkins, verheiratete Anderson; * 26. Juni 1912 in Montreal; † 6. September 2002 in San Francisco) war eine kanadische Hürdenläuferin.
Über 80 m Hürden wurde sie 1934 Vierte bei den British Empire Games in London und schied 1936 bei den Olympischen Spielen in Berlin im Vorlauf aus.
1935 und 1937 wurde sie Kanadische Meisterin über 80 m bzw. 90 Yards Hürden, 1935 US-Hallenmeisterin über 50 m Hürden. Ihre persönliche Bestzeit über 80 m Hürden von 11,9 s stellte sie am 7. Juli 1934 in London (Ontario) auf.
Nach ihrer Heirat zog sie 1946 in die Vereinigten Staaten. Sie nahm die US-Staatsangehörigkeit an und arbeitete als Trainerin und Sportfunktionärin. 1991 wurde sie in die Hall of Fame von USA Track & Field aufgenommen.